# Férémandougou
Férémandougou est une localité du nord de la Côte d'Ivoire, et appartenant au département d'Odienné, dans la Région du Denguélé. La localité de Férémandougou est un chef-lieu de commune.